# Konarak (stad i Iran)
Konarak (persiska: کُنارک) är en stad i Iran. Den ligger vid Omanviken i provinsen Sistan och Baluchistan, i den sydöstra delen av landet. Staden är administrativt centrum för delprovinsen (shahrestan) Konarak.
I närheten ligger Chabahar-Konaraks flygplats.